# Batalla de Negomano
La batalla de Negomano fue una batalla librada entre el Imperio alemán y Portugal durante la campaña de África Oriental de la Primera Guerra Mundial. Una fuerza de alemanes y askaris bajo las órdenes de Paul von Lettow-Vorbeck acababa de derrotar a los británicos en la Batalla de Mahiwa y sufrían de una escasez grave de suministros. Para remediar el problema de los alemanes invadieron el África Oriental Portuguesa, en un intento de escapar hacia el norte de las superiores fuerzas británicas y reabastecerse de suministros capturados a los portugueses.
Una fuerza portuguesa bajo el mando del mayor João Teixeira Pinto fue enviada a detener a Lettow-Vorbeck al cruzar la frontera, pero fueron flanqueados por los alemanes mientras acampaban en Negomano el 25 de noviembre de 1917. La batalla resultante tuvo como consecuencia la destrucción de la fuerza portuguesa, con un gran número de soldados muertos y capturados. La capitulación de las fuerzas portuguesas permitió a los alemanes aprovechar una gran cantidad de suministros, lo que permitió a Lettow-Vorbeck continuar sus operaciones en el este de África hasta el final de la guerra.

## Antecedentes
A finales de noviembre de 1917 los alemanes en el este de África se quedaron con pocas opciones si querían continuar la guerra. Fueron superados en número drásticamente, y se dividieron en varias columnas distintas. Las dos más grandes, lideradas por Theodor Tafel y Paul von Lettow-Vorbeck, fueron completamente aisladas una de otra. Aunque la columna de Lettow-Vorbeck derrotó una fuerza británica en la batalla de Mahiwa, perdió a un gran número de soldados y gastó prácticamente todo el suministro de munición. Con armas anticuadas y sin manera de reabastecerse, los alemanes se vieron obligados a invadir el África Oriental Portuguesa con el fin de mantener su eficacia como fuerza de combate y continuar la guerra.
Aunque la fuerza de Tafel fue interceptada por los aliados y capituló antes de llegar a la frontera, Lettow-Vorbeck y su columna fue capaz de llegar hasta el río Rovuma. Frente a la escasez de suministros, el general alemán redujo su fuerza, despidiendo a un gran número de Askaris, que no pudieron ser adecuadamente equipados, así como un gran número de trabajadores civiles. Con su fuerza reducida, Lettow-Vorbeck realizó planes para atacar a la guarnición portuguesa ubicada al otro lado del río, en Negomano. La fuerza portuguesa era un contingente nativo dirigido por João Teixeira Pinto, un veterano con experiencia en la lucha en África. En lugar de preparar posiciones defensivas, los portugueses habían iniciado la construcción de un gran campamento tras su llegada a Negomano, el 20 de noviembre. Pinto tenía a su disposición 900 efectivos, con seis ametralladoras y una gran reserva de recursos, sin embargo, su fuerza sin experiencia no fue rival para Lettow-Vorbeck, que cruzó el río con entre 1500 y 2000 curtidos veteranos, así como un gran número de porteadores.

## Batalla

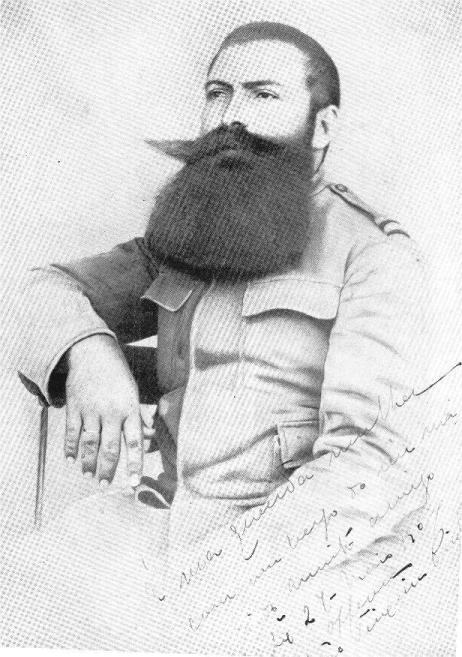
Ilustración de João Teixeira Pinto comandante de las fuerzas Portuguesas.

A las 7 de la mañana del 25 de noviembre, la guarnición portuguesa en Negomano recibió noticias de un oficial de inteligencia británico anunciando que un ataque estaba a punto de comenzar. Sin embargo, y a pesar de la advertencia, en el momento del ataque los portugueses no estaban preparados. Con el fin de distraer a Pinto y sus hombres, los alemanes bombardearon el campamento desde el otro lado del río con explosivos de asalto. Mientras la artillería atacaba el campamento, los alemanes trasladaron sus fuerzas y cruzaron el río hasta un lugar seguro fuera de la vista de Pinto y sus hombres. Los portugueses no resistieron a las fuerzas de Lettow-Vorbeck cuando cruzaron el río, y permanecieron acampados en Negomano. Los alemanes fueron capaces de flanquear las posiciones portuguesas fácilmente, envolviéndolos completamente con seis compañías de infantería que atacaron el campamento desde el sur, el sureste y el oeste.
Después de haber sido advertido sobre el ataque, el comandante portugués había iniciado los preparativos para el asalto, sin embargo, había previsto recibir un asalto frontal y cuando la fuerza fue atacada por la retaguardia estaban totalmente desprevenidos. Los portugueses trataron de atrincherarse, pero las fuerzas se desorientaron después de que Pinto y otros oficiales fueran asesinados al comienzo del ataque.
Los alemanes tenían pocas armas pesadas, ya que habían descartado la mayor parte de su artillería y ametralladoras debido a la falta de municiones. A pesar de la crónica escasez de municiones, Lettow-Vorbeck fue capaz de mover cuatro ametralladoras cerca de los puntos defensivos portugueses, utilizándolas solo a corta distancia para asegurar que su munición no se perdiera. La inexperiencia de los portugueses resultó ser su perdición, ya que a pesar de disparar más de 30 000 cargas, las bajas alemanas fueron sumamente pocas, sufriendo una sola baja entre sus oficiales. Con muchos muertos, después de haber perdido a su oficial al mando y encontrándose irremediablemente en inferioridad numérica, los portugueses finalmente se rindieron, a pesar de que tenían suficientes provisiones para continuar con la acción durante más tiempo.

## Consecuencias
Las bajas alemanas fueron pocas, con sólo unos pocos Askaris y un europeo muertos. Los portugueses, por el contrario, sufrieron una severa derrota y, al no impedir que las fuerzas de Lettow-Vorbeck cruzaran el río Rovuma, le permitieron continuar su campaña hasta el final de la guerra. La cifra de víctimas de los portugueses es variable, algunas fuentes proporcionan datos de más de 200 portugueses muertos o heridos y cerca de 700 prisioneros de guerra, sin embargo, otras afirman que alrededor de 25 portugueses murieron junto a 162 Askaris y con casi 500 capturados. Los prisioneros de guerra fueron utilizados por los alemanes como porteadores para las 250 000 unidades de munición, seis ametralladoras y los cientos de fusiles capturados. Con este equipo los alemanes lograron el reabastecimiento completo de las fuerzas de artillería de Lettow-Vorbeck, que habían sido abandonadas y destruidas por la falta municiones, además de armar a las tropas alemanas con el recién adquirido material portugués y británico. Incluso los uniformes portugueses fueron utilizados por los alemanes, aprovechándolos de los prisioneros capturados para reemplazar al deteriorado equipo alemán.
Lettow-Vorbeck no permaneció en Negomano por mucho tiempo y pronto se marchó con sus fuerzas al sur para atacar las posiciones portuguesas, dejando sólo una compañía en Negomano como retaguardia en caso de que los británicos decidieran seguirlos dentro de África Oriental Portuguesa. Plenamente reabastecido, Lettow-Vorbeck continuó su avance en territorio portugués, obteniendo varias victorias contra ellos y aprovechando más suministros y municiones antes de regresar a África Oriental Alemana en 1918.